# 圣马丁达尔贝鲁
圣马丹达尔贝鲁（法語：Saint-Martin-d'Arberoue，亦作，法語發音：[sɛ̃ maʁtɛ̃ daʁbeʁu]）是法国大西洋比利牛斯省的一个市镇，属于巴约讷区。

## 地理
圣马丹达尔贝鲁（43°20'40"N, 1°11'49"W）面积14.69 平方千米，位于法国新阿基坦大区大西洋比利牛斯省，该省份为法国东南部省份，涵盖了贝阿恩与北巴斯克，西临大西洋比斯開灣，北至朗德省，东北接热尔省，东临上比利牛斯省，南与西班牙接壤。
与圣马丹达尔贝鲁接壤的市镇（或旧市镇、城区）包括：阿尔芒达里茨、伊斯蒂里茨、梅阿兰、奥雷格、圣埃斯特邦、阿莫罗茨-叙科斯。
圣马丹达尔贝鲁的时区为UTC+01:00、UTC+02:00（夏令时）。

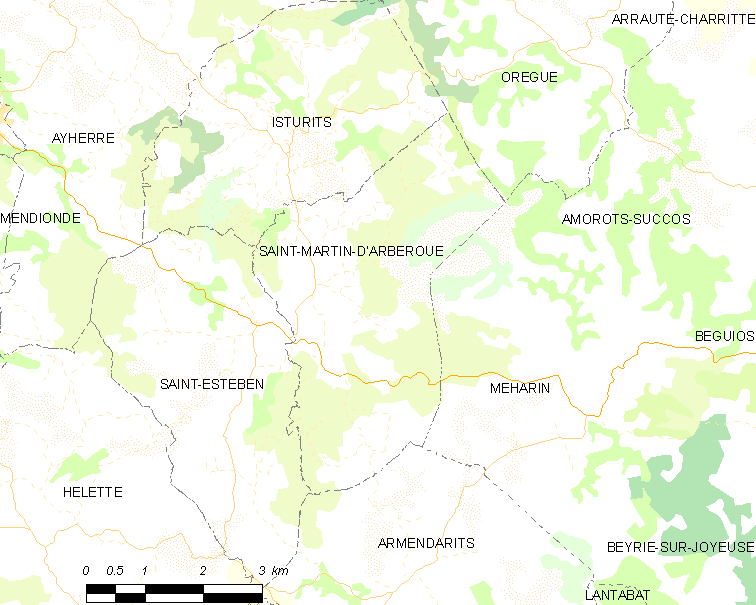
圣马丹达尔贝鲁的OSM定位图

## 行政
圣马丹达尔贝鲁的邮政编码为64640，INSEE市镇编码为64489。

## 政治
圣马丹达尔贝鲁所属的省级选区为比达什地区-阿米库塞-奥斯蒂巴尔县。

## 人口

1962-2008年间圣马丹达尔贝鲁人口变化图示

圣马丹达尔贝鲁于2022年1月1日时的人口数量为348人。